# Большие числа Дирака
Большие числа Дирака (БЧД) относятся к наблюдениям Поля Дирака в 1937 году касательно отношения размеров Вселенной (мегамир) к размерам элементарных частиц (микромир), а также отношений сил различных масштабов. Эти отношения формируют очень большие безразмерные числа: около 40 порядков величины. Согласно гипотезе Дирака их современная эквивалентность  является не простым совпадением, а обусловлена космологическими свойствами Вселенной с необычными свойствами (не исключается зависимость физических фундаментальных постоянных от времени).

## Краткая история
Поль Дирак предложил большие числа в 1938 году. Эти магические числа привлекали большое внимание физиков и нумерологов на протяжении многих десятилетий, но до сих пор «красивая теория» так и не была создана. Все фундаментальные физические константы, использованные ниже, взяты из CODATA 2005.

## Популярные значения чисел Дирака
Сегодня имеется достаточно много примеров для представления чисел Дирака, в том числе и отличных от 40-го порядка. Например, отношение кулоновской силы к силе тяготения:
{\displaystyle N_{DF}={\frac {\epsilon _{G}}{\varepsilon _{0}}}\cdot ({\frac {e}{m_{e}}})^{2}=4,1656091\cdot 10^{42},\ }
где {\displaystyle \varepsilon _{0}=8,8541878128\cdot 10^{-12}} Ф/м — электрическая постоянная, {\displaystyle \epsilon _{G}={\frac {1}{4\pi G}}=1,192297\cdot 10^{9}} {\displaystyle {\frac {{\text{кг}}\cdot {\text{с}}^{2}}{{\text{м}}^{3}}}} — гравитационная электро-подобная константа и
{\displaystyle G=6,67430\cdot 10^{-11}} {\displaystyle {\frac {{\text{м}}^{3}}{{\text{кг}}\cdot {\text{с}}^{2}}}} — гравитационная постоянная, {\displaystyle m_{e}=9,1093837015\cdot 10^{-31}} кг — масса электрона.
Радиусное большое число Дирака (отношение радиуса Вселенной к электронному радиусу):
{\displaystyle N_{DR}={\frac {R_{U}}{r_{0}}}={\frac {c}{r_{0}H_{0}}}=4,904891\cdot 10^{40},\ }
где {\displaystyle R_{U}={\frac {c}{H_{0}}}=1,382169\cdot 10^{26}} м — радиус Вселенной, {\displaystyle c=299792458} м/с — скорость света, {\displaystyle H_{0}=2,169\cdot 10^{-18}} с−1 — постоянная Хаббла, {\displaystyle r_{0}={\frac {\alpha \lambda _{C}^{e}}{2\pi }}=2,8179403267\cdot 10^{-15}} м — классический радиус электрона, {\displaystyle \lambda _{C}^{e}={\frac {h}{m_{e}c}}=2,4263102367\cdot 10^{-12}} м — комптоновская длина волны электрона, {\displaystyle h=6,62607015\cdot 10^{-34}} Дж{\displaystyle \cdot }с — постоянная Планка, {\displaystyle m_{e}=9,1093837015\cdot 10^{-31}} кг — масса электрона, и {\displaystyle \alpha ={\frac {e^{2}}{2hc\varepsilon _{0}}}=7,2973525693\cdot 10^{-3}} — постоянная тонкой структуры.
Массовое большое число Дирака (отношение массы Вселенной к массе электрона):
{\displaystyle N_{DM}={\sqrt {\frac {M_{U}}{m_{e}}}}=4,520161\cdot 10^{41},\ }
где {\displaystyle M_{U}={\frac {c^{3}}{GH_{0}}}=1,861216\cdot 10^{53}} кг — масса Вселенной.
Большое число Дирака масштаба Планка (отношение радиуса Вселенной к длине Планка), впервые предложенное J. Casado:
{\displaystyle N_{DP}={\frac {R_{U}}{l_{P}}}={\frac {c}{l_{P}H_{0}}}=0,73\cdot 10^{61},\ }
где {\displaystyle l_{P}={\sqrt {\frac {\hbar G}{c^{3}}}}=1,616\cdot 10^{-35}} м — планковская длина.
Энергетическое большое число Дирака (отношение энергии Вселенной к «нулевой энергии», связанной с наименьшей массой), предложенное J. Casado:
{\displaystyle N_{DW}={\frac {M_{U}c^{2}}{\hbar H_{0}}}={\frac {GM_{U}^{2}}{\hbar c}}=5,332\cdot 10^{121}\ }
где {\displaystyle \hbar H_{0}} — минимальная масса во Вселенной, или «нулевая энергия».

## Наиболее приемлемое большое число Дирака
Е.Теллер (1948) предложил следующее большое число, учитывающее постоянную тонкой структуры:
{\displaystyle \gamma _{T}=exp{\frac {1}{\alpha _{S}}}=3,2657146520\cdot 10^{59}\ }
{\displaystyle \alpha _{S}=7,2973525680\cdot 10^{-3}} — силовая постоянная Масштаб Стони (или постоянная тонкой структуры). Через это большое число просто выразить общую массу Вселенной:
{\displaystyle M_{U}=\gamma _{S}m_{S},\ }
{\displaystyle m_{S}=1,8592225\cdot 10^{-9}} — масса Стони, а
{\displaystyle \gamma _{S}={\frac {2}{\alpha _{S}}}\cdot \gamma _{T}=8,9504094\cdot 10^{61}\ }
Наиболее приемлемое большое число Дирака, приведённое к масштабу Стони. Очевидно, что это число не вытекает из какой-то теории. Поэтому его значение может быть представлено другими путями. Например, можно подать ещё три значения главного числа Дирака в виде:
{\displaystyle \gamma _{S2}={\frac {\alpha _{S}^{1/2}}{8}}\cdot ({\frac {\alpha _{S}}{\alpha _{N}}})^{3/2}=9,0786153\cdot 10^{61}\ },
где {\displaystyle \alpha _{N}=1.7517846\cdot 10^{-45}} — силовая константа Природного масштаба.
{\displaystyle \gamma _{S3}={\frac {16\pi ^{2}}{5\alpha _{S}\alpha _{W}\alpha _{N}}}{\sqrt {\frac {\alpha _{S}}{\alpha _{W}}}}=8,944876\cdot 10^{61}\ },
где {\displaystyle \alpha _{W}=1,7723167227\cdot 10^{-10}} — силовая константа слабого масштаба Планка.
{\displaystyle \gamma _{S4}={\sqrt {\frac {2\alpha _{S}^{5}}{\alpha _{N}^{3}}}}=8,7742\cdot 10^{61}\ }

## Фундаментальные параметры Вселенной
Константа Хаббла:
{\displaystyle H_{U}={\frac {\omega _{S}}{\alpha _{S}\gamma _{S}}}=2,425992\cdot 10^{-18}\ } рад/с,
где {\displaystyle \omega _{S}=5,04368125\cdot 10^{41}} — угловая частота масштаба Стони.
Радиус Вселенной:
{\displaystyle R_{U}={\frac {c}{H_{U}}}=\alpha _{S}\gamma _{S}l_{S}=1,235752\cdot 10^{26}} м.
Энергия Вселенной:
{\displaystyle W_{U}=M_{U}c^{2}=1,4956\cdot 10^{70}} Дж.
Минимальная масса Вселенной:
{\displaystyle m_{Umin}={\frac {\hbar H_{U}}{c^{2}}}={\frac {m_{S}}{\alpha _{S}\gamma _{S}}}=2,84658\cdot 10^{-69}} кг.
Температура реликтового излучения:
{\displaystyle T_{R}={\frac {2T_{S}}{\sqrt {\gamma _{S}}}}=2,55857} К,
где {\displaystyle T_{S}=1,2102888\cdot 10^{31}} К — температура масштаба Стони.
Энтропия Вселенной:
{\displaystyle S_{U}=k_{B}({\frac {R_{U}}{l_{S}}})^{2}=k_{B}\alpha _{S}^{2}\gamma _{S}^{2}=5,889795\cdot 10^{96}\ } Дж/К.